# 베이징 지하철 다싱공항선

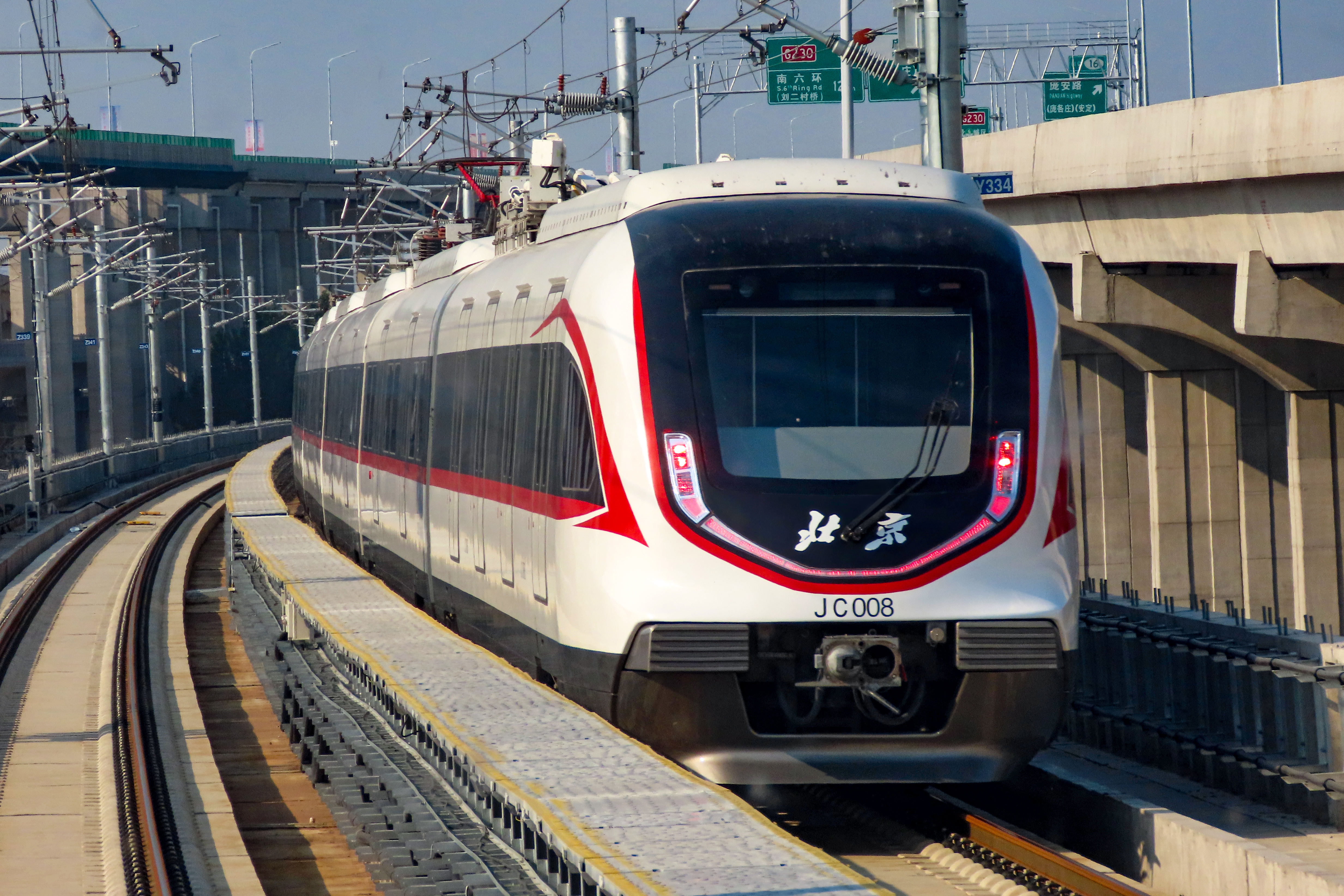

베이징 지하철 다싱공항선(중국어 간체자: 北京地铁大兴机场线, 정체자: 北京地鐵大興機場線, 병음: Běijīng Dìtiě Dàxīng Jīchǎng Xiàn)은 중화인민공화국 베이징시를 운행하는 지하철로 베이징 다싱 국제공항과 10호선의 차오차오 역(중국어 간체자: 草桥, 정체자: 草橋)을 연결한다.

## 역 목록
- 리저상무구 역 (계획)
- 차오차오 역
- 다싱신청 역
- 다싱공항 역
- 다싱공항 남역 (계획)